# Rosenau am Hengstpass
Rosenau am Hengstpass (Rosenau am Hengstpaß) är en ort och kommun i Österrike. Den ligger i distriktet Kirchdorf i förbundslandet Oberösterreich,  160 km väster om huvudstaden Wien. 